# Rainmaker (альбом Taraxacum)
Rainmaker — второй студийный альбом немецкой группы Taraxacum, выпущенный в 2003 году.

## Об альбоме

### Музыка
По словам гитариста группы Тобиаса Эккселя музыка альбома получилась более рок ориентированной, нежели чем музыка предыдущего альбома Spirit of Freedom, который был более экспериментальным.

### Лирика
В самом начале композиции Disfunctional можно слышать коровье мычание, которое записывалось в реальном коровнике. А подобная идея вставить мычание в самое начало композиции возникло у Тобиаса Эккселя ввиду того, что Рик Митясин в одной из строчек песни поёт Don't Have a Fucking Cow (своего рода поговорка, которую используют американцы, когда хотят, чтобы какой-либо человек успокоился). Текст другой композиции альбома The Red Pill был написан под впечатлением от кинофильма Матрица.
На альбома присутствует две версии композиции If I Had Known - одна на английском языке, другая на испанском.

## Список композиций
1. Disfunctional 04:02
2. Prayer In Unison 04:22
3. Rainmaker 04:32
4. Never to Return 04:24
5. Make It Happen 04:25
6. Wake Up 04:50
7. If I Had Known 04:35
8. Game Over 04:48
9. Dark Sunglasses 04:43
10. The Red Pill 05:13
11. In the End 05:26
12. Lo Que Falto 04:35

## Участники записи
- Рик Митясин - вокал
- Тобиас Экксель - гитара
- Ферди Дорнберг - клавишные
- Дэнни Клупп - гитара
- Шакер Элмоса - бас
- Феликс Бонке - ударные